# Platylabus arizonae
Platylabus arizonae är en stekelart som beskrevs av Heinrich 1962. Platylabus arizonae ingår i släktet Platylabus och familjen brokparasitsteklar. Inga underarter finns listade i Catalogue of Life.